# Max Ernst

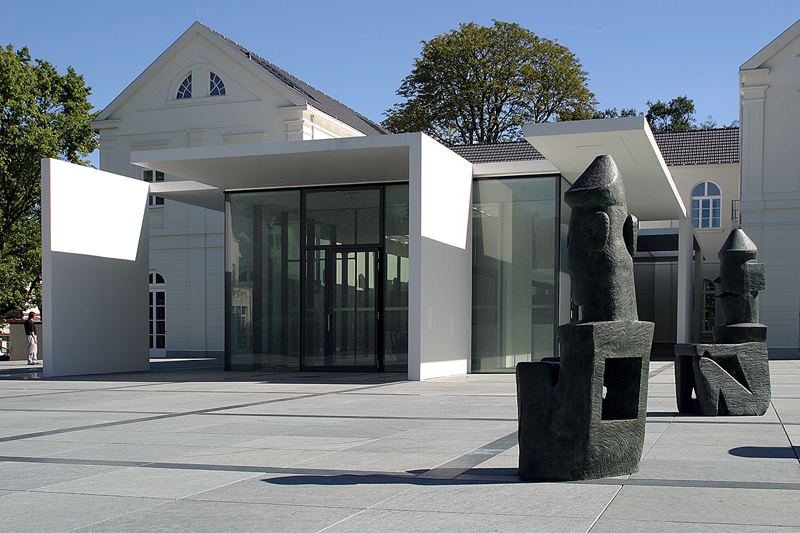
Muzeum artysty w Brühl

Max Ernst (ur. 2 kwietnia 1891 w Brühl, zm. 1 kwietnia 1976 w Paryżu) – niemiecki malarz, rzeźbiarz, grafik i pisarz. Jeden z głównych przedstawicieli surrealizmu.

## Życiorys
W 1908 rozpoczął studia filozoficzne w Bonn, gdzie poznał malarza Augusta Macke (1887-1914) i rzeźbiarza Hansa Arpa (1887-1966), z którymi się blisko zaprzyjaźnił. Ernst zaczął malować, dużo również czytał – poznał m.in. dzieła Freuda (1856-1939). Brał udział w seansach spirytystycznych.
W 1914 został zmobilizowany i przydzielony do artylerii, a potem do służb pracujących nad mapami. Został ranny. W 1918 ożenił się z Lou Strauss. W 1922, po narodzinach syna Jimmy’ego, małżeństwo to rozpadło się.
W Kolonii Ernst stał się jednym z najbardziej znanych dadaistów i zaangażował się po stronie komunizmu. Swoje kolaże przedstawił na berlińskich Międzynarodowych Targach Dada w 1920. Dzięki temu zwrócił nań uwagę André Breton, który zaprosił go do Paryża. Wraz z Aragonem, Tzarą i Soupaultem, Breton postanowił zorganizować wystawę prac Ernsta, co wobec panujących we Francji po I wojnie nastrojów antyniemieckich było wyzwaniem dla opinii publicznej. Ernst nie otrzymał wizy i wiosną 1921 ekspozycja odbyła się bez jego obecności.
Kilka miesięcy później André Breton i Max Ernst spotykali się w Tyrolu, potem Breton i Paul Eluard (1892-1952) z żoną Galą udali się do Kolonii. Max został przyjacielem Eluarda i kochankiem jego żony. Głoszący wolną miłość Eluard nie protestował. Pisał wiersze inspirując się dziełami Ernsta, a ten ilustrował poematy Eluarda. Razem wydali kilka zbiorów. W 1924, po oficjalnym powstaniu surrealizmu, Ernst przystąpił do ruchu, z którego był potem dwukrotnie wykluczany (w 1938 i 1954). Osiedlił się w Paryżu w 1922. W tym czasie dużo pracował i kochał się w Marie-Berthe Aurenche, która w jego oczach posiadała "wdzięk postaci Botticellego". Porzucił ją jednak dla młodej Irlandki Leonory Carrington, artystki, którą poznał w 1937.
Malarz wziął ślub z Peggy Guggenheim, lecz ich małżeństwo przetrwało zaledwie rok, gdyż w 1942 Ernst zakochał się ponownie. Wyjechał do Arizony z malarką Dorotheą Tanning (1910-2012), z którą ożenił się w 1946. Powrócił do Francji w 1953 i tam zmarł 1 kwietnia 1976. Pochowany został na Cmentarzu Père-Lachaise.

## Dzieła
- Celebes, 1921 Tate Modern, Londyn
- Europa po deszczu I, 1933 Staatliche Kunsthalle Karlsruhe
- Ubu Imperator, 1923 kolekcja prywatna
- Madonna karcąca dzieciątko w obecności trzech świadków, 1926 Muzeum Ludwig, Kolonia
- Oko ciszy, Washington University Art Gallery, Saint Louis
- Vox Angelica, 1945 kolekcja prywatna
- Kuszenie św. Antoniego Wilhelm-Lehmbruck-Museum, Duisburg
- Le Jardin de France, 1962 Centre Georges Pompidou, Paryż